# Pimentel (Italia)
Pimentel (Pramantellu o Pramantèllu in sardo, con la prima grafia come quella ufficiale) è un comune italiano di 1 077 abitanti della città metropolitana di Cagliari, nella subregione della Trexenta.

## Storia
L'area fu abitata già in epoca prenuragica e nuragica, per la presenza nel territorio di alcune testimonianze archeologiche.
Durante il medioevo appartenne al Giudicato di Cagliari e fece parte della curatoria della Trexenta. Alla caduta del giudicato (1258) il territorio passò per breve tempo al giudicato di Arborea; il giudice Mariano II nel 1295 lasciò in eredità i territori dell'ex giudicato di Cagliari alla repubblica di Pisa, feudo dei Visconti. Nel 1324 il paese passò agli aragonesi insieme a tutti i centri delle ex curatorie di Trexenta e di Gippi; nel 1421 il villaggio, con tutti gli altri paesi della ex curatoria della Trexenta, fu dato in amministrazione a Giacomo de Besora che nel 1434 ne ottenne la concessione feudale. Nel 1497 il paese fu unito alla contea di Villasor, feudo di Giacomo de Alagón. Nel 1594 la contea fu trasformata in marchesato.
Nel 1703 il feudo venne donato da Artale de Alagón alla figlia Isabella sposata con Giuseppe da Silva. Ai Da Silva - Alagon fu riscattato nel 1839 con l'abolizione del sistema feudale.
Dal 1936 al 1946 fu accorpato al vicino comune di Samatzai.

### Simboli
Lo stemma del Comune, approvato con decreto del presidente della Repubblica del 24 giugno 2003, si blasona: 
Il gonfalone è costituito da un drappo di azzurro.

## Monumenti e luoghi d'interesse

### Architetture preistoriche
- Domus de janas S’acqua salida o Pranu Efis.

## Società

### Evoluzione demografica
Abitanti censiti

### Lingue e dialetti
La variante di sardo parlata a Pimentel è il campidanese occidentale.

## Sport

### Calcio
La squadra di calcio è la Polisportiva Pimentel, che milita nel campionato di terza categoria di Cagliari